# Elezioni comunali in Sardegna del 2000
Il 16 aprile 2000 (con ballottaggio il 30 aprile) in Sardegna si tennero le elezioni per il rinnovo di numerosi consigli comunali.

## Riepilogo Sindaci Eletti
| Provincia | Comune  | Sindaco uscente | Sindaco uscente        | Sindaco eletto | Sindaco eletto    | Primo turno | Primo turno      | Secondo turno | Secondo turno | Seggi   |   |   |         |
| --------- | ------- | --------------- | ---------------------- | -------------- | ----------------- | ----------- | ---------------- | ------------- | ------------- | ------- | - | - | ------- |
| Provincia | Comune  | Cagliari        | Iglesias               |                | Mauro Pili (FI)   |             | Paolo Collu (FI) | 10.126        | 55,19         | Seggi   | _ | _ | 19 / 30 |
| Sassari   | Sassari |                 | Anna Sanna (DS)        |                | Nanni Campus (AN) | 32.040      | 41,54            | 31.736        | 53,06         | 24 / 40 |   |   |         |
| Nuoro     | Nuoro   |                 | Carlo Forteleoni (PPI) |                | Mario Demuru (DS) | 9.021       | 38,20            | 10.807        | 61,27         | 18 / 40 |   |   |         |

## Provincia di  Cagliari

### Iglesias
|                                | Paolo Collu ✔️ Sindaco | 10 126               | 55,19 | Centro Cristiano Democratico         | 3 677  | 21,62 | 7  |  |  |
| Lista Civica                   | Paolo Collu ✔️ Sindaco | 10 126               | 55,19 | 1 600                                | 9,41   | 3     |    |  |  |
| Forza Italia                   | Paolo Collu ✔️ Sindaco | 10 126               | 55,19 | 1 503                                | 8,84   | 3     |    |  |  |
| Patto Segni                    | Paolo Collu ✔️ Sindaco | 10 126               | 55,19 | 1 467                                | 8,63   | 3     |    |  |  |
| Partito Socialista             | Paolo Collu ✔️ Sindaco | 10 126               | 55,19 | 894                                  | 5,26   | 1     |    |  |  |
| Lista Civica                   | Paolo Collu ✔️ Sindaco | 10 126               | 55,19 | 751                                  | 4,42   | 1     |    |  |  |
| Lista Civica                   | Paolo Collu ✔️ Sindaco | 10 126               | 55,19 | 463                                  | 2,72   | 1     |    |  |  |
| Alleanza Nazionale             | Paolo Collu ✔️ Sindaco | 10 126               | 55,19 | 248                                  | 1,46   | –     |    |  |  |
|                                | Pierluigi Carta        | 7 036                | 38,35 | Democratici di Sinistra              | 2 165  | 12,73 | 4  |  |  |
| Federazione Democratica - SDI  | Pierluigi Carta        | 7 036                | 38,35 | 1 469                                | 8,64   | 2     |    |  |  |
| Lista Civica                   | Pierluigi Carta        | 7 036                | 38,35 | 991                                  | 5,83   | 2     |    |  |  |
| Partito dei Comunisti Italiani | Pierluigi Carta        | 7 036                | 38,35 | 809                                  | 4,76   | 1     |    |  |  |
| I Democratici                  | Pierluigi Carta        | 7 036                | 38,35 | 362                                  | 2,13   | –     |    |  |  |
| Seggio di coalizione           | Seggio di coalizione   | Seggio di coalizione | 38,35 | 1                                    |        |       |    |  |  |
|                                | Pietrina Chessa        | 1 187                | 6,47  | Partito della Rifondazione Comunista | 605    | 3,56  | –  |  |  |
| Seggio di coalizione           | Seggio di coalizione   | Seggio di coalizione | 6,47  | 1                                    |        |       |    |  |  |
| Totale                         | Totale                 | 18 349               | 100   |                                      | 17 004 | 100   | 30 |  |  |
|                                |                        |                      |       |                                      |        |       |    |  |  |
| Fonte: Ministero dell'interno  |                        |                      |       |                                      |        |       |    |  |  |

## Provincia di Nuoro

### Nuoro
| Candidati                     | Candidati                     | II turno             | II turno         | I turno | I turno | Liste                                | Voti   | %     | Seggi |
| Candidati                     | Candidati                     | Voti                 | %                | Voti    | %       | Liste                                | Voti   | %     | Seggi |
| ----------------------------- | ----------------------------- | -------------------- | ---------------- | ------- | ------- | ------------------------------------ | ------ | ----- | ----- |
|                               | Mario Demuru Zidda ✔️ Sindaco | 10 807               | 61,27            | 9 021   | 38,20   | Democratici di Sinistra - FD         | 3 459  | 15,89 | 8     |
| Popolari Democratici          | Mario Demuru Zidda ✔️ Sindaco | 10 807               | 61,27            | 9 021   | 38,20   | 3 062                                | 14,07  | 7     |       |
| PdCI - FdV                    | Mario Demuru Zidda ✔️ Sindaco | 10 807               | 61,27            | 9 021   | 38,20   | 1 007                                | 4,63   | 2     |       |
| Partito Sardo d'Azione        | Mario Demuru Zidda ✔️ Sindaco | 10 807               | 61,27            | 9 021   | 38,20   | 812                                  | 3,73   | 1     |       |
|                               | Myriam Siotto                 | 6 831                | 38,73            | 8 273   | 35,03   | Per Cambiare (UDR - PPS)             | 2 871  | 13,19 | 5     |
| Forza Italia                  | Myriam Siotto                 | 6 831                | 38,73            | 8 273   | 35,03   | 2 437                                | 11,20  | 4     |       |
| CCD - CDU                     | Myriam Siotto                 | 6 831                | 38,73            | 8 273   | 35,03   | 1 612                                | 7,41   | 2     |       |
| Alleanza Nazionale            | Myriam Siotto                 | 6 831                | 38,73            | 8 273   | 35,03   | 894                                  | 4,11   | 1     |       |
| Seggio di coalizione          | Seggio di coalizione          | Seggio di coalizione | 38,73            | 8 273   | 35,03   | 1                                    |        |       |       |
|                               | Giuseppe Tupponi              | Giuseppe Tupponi     | Giuseppe Tupponi | 3 360   | 14,23   | Socialisti Uniti (SDI - FSD) (A)     | 2 745  | 12,61 | 5     |
| Seggio di coalizione          | Seggio di coalizione          | Seggio di coalizione | Giuseppe Tupponi | 3 360   | 14,23   | 1                                    |        |       |       |
|                               | Giuseppe Pintori              | Giuseppe Pintori     | Giuseppe Pintori | 1 196   | 5,06    | Partito della Rifondazione Comunista | 1 213  | 5,57  | 1     |
| Seggio di coalizione          | Seggio di coalizione          | Seggio di coalizione | Giuseppe Pintori | 1 196   | 5,06    | 1                                    |        |       |       |
|                               | Gian Paolo Mele               | Gian Paolo Mele      | Gian Paolo Mele  | 730     | 3,09    | Sardigna Natzione                    | 633    | 2,91  | –     |
|                               | Sebastiano Loddo              | Sebastiano Loddo     | Sebastiano Loddo | 652     | 2,76    | Città Giardino (B)                   | 662    | 3,04  | –     |
| Seggio di coalizione          | Seggio di coalizione          | Seggio di coalizione | Sebastiano Loddo | 652     | 2,76    | 1                                    |        |       |       |
|                               | Martino Corda                 | Martino Corda        | Martino Corda    | 382     | 1,62    | Socialisti Autonomisti Nuoresi       | 360    | 1,65  | –     |
| Totale                        | Totale                        | 17 638               | 100              | 23 614  | 100     |                                      | 21 767 | 100   | 40    |
|                               |                               |                      |                  |         |         |                                      |        |       |       |
| Fonte: Ministero dell'interno |                               |                      |                  |         |         |                                      |        |       |       |

## Provincia di Sassari

### Sassari
| Candidati                            | Candidati               | II turno             | II turno           | I turno | I turno | Liste                         | Voti   | %     | Seggi |
| Candidati                            | Candidati               | Voti                 | %                  | Voti    | %       | Liste                         | Voti   | %     | Seggi |
| ------------------------------------ | ----------------------- | -------------------- | ------------------ | ------- | ------- | ----------------------------- | ------ | ----- | ----- |
|                                      | Nanni Campus ✔️ Sindaco | 31 736               | 53,06              | 32 040  | 41,54   | Forza Italia                  | 8 319  | 12,06 | 8     |
| Alleanza Nazionale                   | Nanni Campus ✔️ Sindaco | 31 736               | 53,06              | 32 040  | 41,54   | 7 926                         | 11,49  | 7     |       |
| Convergenza Democratica              | Nanni Campus ✔️ Sindaco | 31 736               | 53,06              | 32 040  | 41,54   | 5 841                         | 8,47   | 5     |       |
| Centro Cristiano Democratico         | Nanni Campus ✔️ Sindaco | 31 736               | 53,06              | 32 040  | 41,54   | 2 914                         | 4,23   | 2     |       |
| Patto Segni - Riformatori Sardi      | Nanni Campus ✔️ Sindaco | 31 736               | 53,06              | 32 040  | 41,54   | 2 524                         | 3,66   | 2     |       |
|                                      | Leonardo Marras         | 28 075               | 46,94              | 29 267  | 37,95   | Partito Popolare Italiano     | 6 425  | 9,32  | 3     |
| Democratici di Sinistra              | Leonardo Marras         | 28 075               | 46,94              | 29 267  | 37,95   | 6 011                         | 8,72   | 2     |       |
| Partito Sardo d'Azione               | Leonardo Marras         | 28 075               | 46,94              | 29 267  | 37,95   | 4 461                         | 6,47   | 2     |       |
| Federazione Democratica              | Leonardo Marras         | 28 075               | 46,94              | 29 267  | 37,95   | 4 087                         | 5,93   | 2     |       |
| I Democratici                        | Leonardo Marras         | 28 075               | 46,94              | 29 267  | 37,95   | 3 937                         | 5,71   | 1     |       |
| Socialisti Democratici Italiani      | Leonardo Marras         | 28 075               | 46,94              | 29 267  | 37,95   | 2 824                         | 4,10   | 1     |       |
| Partito dei Comunisti Italiani       | Leonardo Marras         | 28 075               | 46,94              | 29 267  | 37,95   | 739                           | 1,07   | –     |       |
| Seggio di coalizione                 | Seggio di coalizione    | Seggio di coalizione | 46,94              | 29 267  | 37,95   | 1                             |        |       |       |
|                                      | Anna Sanna              | Anna Sanna           | Anna Sanna         | 12 406  | 16,09   | Città Mia                     | 4 692  | 6,80  | 2     |
| Lista Civica                         | Anna Sanna              | Anna Sanna           | Anna Sanna         | 12 406  | 16,09   | 3 028                         | 4,39   | 1     |       |
| Partito della Rifondazione Comunista | Anna Sanna              | Anna Sanna           | Anna Sanna         | 12 406  | 16,09   | 1 825                         | 2,65   | –     |       |
| Seggio di coalizione                 | Seggio di coalizione    | Seggio di coalizione | Anna Sanna         | 12 406  | 16,09   | 1                             |        |       |       |
|                                      | Marcello Orrù           | Marcello Orrù        | Marcello Orrù      | 1 829   | 2,37    | Partito Democratico Cristiano | 1 899  | 2,75  | –     |
|                                      | Giovanni Marras         | Giovanni Marras      | Giovanni Marras    | 930     | 1,21    | Sardigna Natzione             | 884    | 1,28  | –     |
|                                      | Massimiliano Nappi      | Massimiliano Nappi   | Massimiliano Nappi | 651     | 0,84    | Turandola                     | 617    | 0,89  | –     |
| Totale                               | Totale                  | 59 811               | 100                | 77 123  | 100     |                               | 68 953 | 100   | 40    |
|                                      |                         |                      |                    |         |         |                               |        |       |       |
| Fonte: Ministero dell'interno        |                         |                      |                    |         |         |                               |        |       |       |